# Дворкин, Рональд
Ро́нальд Майльс Дво́ркин (англ. Ronald Myles Dworkin; 11 декабря 1931, Вустер, Массачусетс — 14 февраля 2013, Лондон) — американский и британский юрист, политолог, философ и теоретик права, создатель концепции «права как целостности/честности» (англ. law as integrity).

## Биография

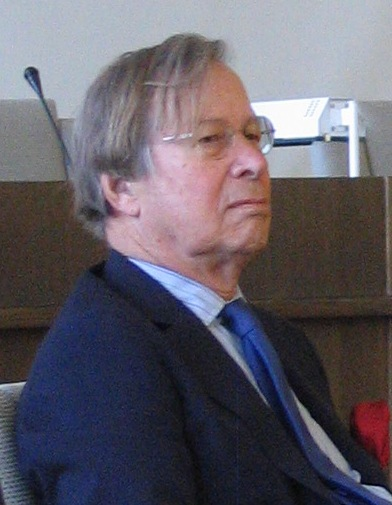

Рональд Дворкин учился в Гарвардском университете, затем со значительными успехами в Оксфордском, окончив его, вернулся в Америку и работал помощником судьи в Апелляционном суде второго округа. Работал адвокатом в Нью-Йорке, затем стал преподавать в Йельском университете. С 1969 возглавил кафедру юриспруденции в Оксфорде, сменив Герберта Харта. С конца 1970-х одновременно преподавал в Нью-Йоркском университете и Нью-Йоркской правовой школе. После ухода на пенсию в Оксфорде получил должность Quain-профессора юриспруденции в Университетском колледже Лондона (1998—2005). Королевский советник по праву, член Британской академии.
Как критик правового позитивизма Герберта Харта Дворкин считал, что право является «интерпретирующим» и следует из институциональной истории правовой системы. Судья, принимая решение, интерпретирует институциональный предыдущий опыт, «оправдывая» и «обосновывая» его. «Конструктивистская интерпретация права основана на политической легитимизации данной конкретной традиции, которая воплощена в доступном материале прошлого». Это обоснование и есть моральные принципы данной правовой системы («право как честность» или «целостность»). Отсюда следует, что существует лучшее с моральной («наиболее принципиальной») точки зрения решение всех дел, и причём только одно. Дворкин сконструировал воображаемую фигуру «юридического Геркулеса», судьи с неограниченными знаниями принципов права и неограниченным временем принятия решений; он утверждал, что такой судья будет непогрешим. По Дворкину право и нравственность связаны (в отличие от позитивистского равнодушия к морали), но связаны эпистемическим, а не «естественным» образом, как в концепциях «естественного права» XVIII века.
Критики Дворкина (Aleksander L. Striking back at the empire: a brief survey of problems in Dworkin’s theory // Law and Philosophy. 1987. N 6. P. 419) утверждают, что моральные принципы права столь же неоднозначны и сложны, что и право в смысле совокупности актов, и его «Геркулес» может точно так же оказаться перед дилеммой. Другие утверждают, что его теория — лишь риторические украшения, а на практике она сводится к апологетике решений Верховного суда США и предоставлении судьям слишком большой свободы в принятии решений. Воззрения Дворкина, действительно, связаны со сложившейся американской правовой традицией, в рамках которой судебные решения отражают связь множества неюридических факторов.
Дворкин внёс также вклад в теорию либерализма, в понятия равенства и свободы (в обсуждении свободы он продолжает некоторые положения Исайи Берлина).
Дворкин скончался 14 февраля в Лондоне от лейкемии, у него осталась вдова Ирина, двое детей и двое внуков.

## Научные труды
Наиболее известные его труды: Taking Rights Seriously («О правах всерьёз»), Law’s Empire («Империя права»), Sovereign Virtue («Главная добродетель», о равенстве) и т. п.

### Переводы на русский язык

#### Монографии
- О правах всерьёз / Пер. с англ.; ред. Л. Б. Макеева. — М.: РОССПЭН, 2005. — 392 с ISBN 5-8243-0569-2
- Империя права. / Пер. с англ. С. Моисеева; под науч. ред. С. Коваль, А. Павлова. — М.: Издательство Института Гайдара, 2020. — 592 с. — ISBN 978-5-93255-579-8

#### Статьи
- Раздвоенные языки, фальшивые доктрины / Пер. с англ. М. Мушинской // Индекс/Досье на цензуру. — 1997. — № 2.
- Новые маршруты цензуры // Индекс/Досье на цензуру. — 1998. — № 3.
- Либерализм // Современный либерализм. — М., 1998. — С. 44-75.